# Дигидроортофосфат марганца(II)
Дигидроортофосфа́т ма́рганца(II) — неорганическое соединение, кислая соль металла марганца и ортофосфорной кислоты с формулой Mn(H2PO4)2,
бесцветные кристаллы,
растворимые в воде,
образует кристаллогидраты.

## Получение
- Действие ортофосфорной кислоты на ортофосфат марганца(II):

{\displaystyle {\mathsf {Mn_{3}(PO_{4})_{2}+4H_{3}PO_{4}\ {\xrightarrow {}}\ 3Mn(H_{2}PO_{4})_{2}}}}
Также легко образуется при добавлении  пероксида водорода в подкисленный концентрированной ортофосфорной кислотой раствор перманганата калия (наблюдается обесцвечивание):
{\displaystyle {\ce {KMnO_4 + H_2O_2 + H_3PO_4 -> Mn(H_2PO_4)_2 + KH_2PO_4 + H_2O + O_2 ^}}}

Если использовать разбавленную ортофосфорную кислоту, то будут выпадать в осадок нерастворимые ортофосфаты марганца. 

## Физические свойства
Дигидроортофосфат марганца(II) образует бесцветные кристаллы,
растворимые в воде.
Образует кристаллогидраты состава Mn(H2PO4)2·n H2O, где n = 2, 3.